# Мизенко, Николай Сергеевич
Николай Сергеевич Мизенко (10 января 1925 года — 13 марта 1990 года) — наводчик миномёта 2-й миномётной роты 142-го гвардейского стрелкового полка 47-й гвардейской стрелковой дивизии 4-го гвардейского стрелкового корпуса 8-й гвардейской армии 1-го Белорусского фронта, полный кавалер Ордена Славы (1956).

## Биография
Родился 10 января 1925 года в деревне Авдотьевка ныне Широковского района Днепропетровской области в крестьянской семье.
До войны получил неполное среднее образование. В марте 1944 года призван в РККА Марьяновским районным военкоматом Омской области, с этого же время находился на фронтах Великой Отечественной войны.
Будучи пулемётчиком 142-го гвардейского стрелкового полка 47-й гвардейской стрелковой дивизии 8-й гвардейской армии 1-го Белорусского фронта, за период с марта по октябрь 1944 года в боях уничтожил из пулемёта более 50 солдат противника. 20 октября 1944 года награждён орденом Славы 3 степени.
С 18 по 21 июля 1944 года во время наступательных боёв на люблинском направлении в Польше поддерживал огнём из пулемёта наступление пехоты и гранатой уничтожил вражеский пулемёт. 21 августа 1944 года был награждён орденом Славы 3 степени, 31 марта 1956 года указом Президиума Верховного Совета СССР перенаграждён орденом Славы 1 степени, став полным кавалером Ордена Славы.
С 14 по 18 января 1945 года, будучи наводчиком миномёта 142-го гвардейского стрелкового полка во время боёв на лодзинском направлении, находясь с миномётом в боевых порядках пехоты, уничтожил миномёт, 2 пулемёта, автомашину противника и более отделения живой силы. Приказом войскам № 469/н от 4 февраля 1944 года награждён орденом Славы 2 степени.
После войны продолжил военную службу. C 1954 года был членом КПСС. В 1961 году окончил Ярославское военное финансовое училище, в 1972 году в звании подполковника уволен в запас. Жил в Днепропетровске.
Умер 13 марта 1990 года. Похоронен на Сурско-Литовском кладбище Днепропетровска.

## Награды
- Орден Славы I степени (1956)
- Орден Славы II степени (1945)
- Орден Славы III степени (1944)
- Медаль «За боевые заслуги» (1954)
- Орден Отечественной войны I степени (1985)